# Jiahe (socken i Kina, Henan)
Jiahe (kinesiska: 夹河, 夹河乡) är en socken i Kina. Den ligger i provinsen Henan, i den centrala delen av landet, omkring 260 kilometer nordost om provinshuvudstaden Zhengzhou. Antalet invånare är 26 971. Befolkningen består av 13 845 kvinnor och 13 126 män. Barn under 15 år utgör 24,0 %, vuxna 15-64 år 65 %, och äldre över 65 år 9,0 %.
Genomsnittlig årsnederbörd är 667 millimeter. Den regnigaste månaden är juli, med i genomsnitt 208 mm nederbörd, och den torraste är januari, med 2 mm nederbörd.